# Kenji Nakai
Kenji Nakai（ケンジ　ナカイ）は、アメリカ合衆国ロサンゼルスを拠点に活動するミキサー/レコーディング・エンジニア／プロデューサー。これまでレッド・ホット・チリ・ペッパーズ、トム・ペティ、チープ・トリック、ボズ・スキャッグス、セリーヌ・ディオン、トム・スコットなど、著名なアーティストの作品を手がけている。日本ではCHARA、福山雅治、アンジェラ・アキ、X JAPANなどの作品にも携わる。

## 経歴
日本でレコーディング・エンジニアとして6年間の活動後、1990年10月にアメリカに渡る。1992年にグリーンカードを取得。1990年代後半よりミキサー／レコーディング・エンジニアとして独立し活動する中、2005年から2年間、ロサンゼルスの大学に在籍し、クラシックの作編曲、音楽理論、ミュージシャン・シップなどを学ぶ。
アメリカでは、レコーディング・スタジオの名門、オーシャンウェイを皮切りに、数多くのスタジオにエンジニアとして所属。最初に与えられた仕事はデヴィッド・フォスタープロデュースによるバーバラ・ストライサンドのセッションであった。その後ライ・クーダーやジム・ケルトナーの仕事を経て、その後、移籍したアンドラ・スタジオではチープ・トリックのアルバム・プロジェクトでテッド・テンプルマンのアシスタントとして参加。最初にエンジニアとして NAKAI をメイン・エンジニアとして採用したのは、NAKAI がアシスタントとして制作に携わっていたアルバム制作中のトム・スコットであり、そのアルバムに追加される楽曲のミックスを依頼された。エンジニアとして参加したアルバム、トム・ペティーのワイルドフラワーズは、数部門でグラミー賞を受賞。
世界のトップ・クラスのレコーディング・エンジニアから継承した伝統的な録音技術を最新のテクノロジー環境に導入した独自のレコーディング・スタイル、そして卓越したバランス、広がりと奥行き感に溢れた音像から構成される3次元的なミックスは、音楽のジャンルを問わず、多くのプロデューサーやアーティストから高く評価されている。
また、次世代の育成にも余念がなく、東京藝術大学、名古屋芸術大学、東放学園音響専門学校などをはじめとする数多くの教育機関で非常勤講師として登壇している。
現在、ミキサー／エンジニア／プロデューサーとしてロサンゼルスを拠点に国際的に活動中。

## ディスコグラフィ

### 海外作品
- セリーヌ・ディオン「ビー・ザ・マン」
- トム・ペティ『ワイルドフラワーズ』
- レッド・ホット・チリ・ペッパーズ『ワン・ホット・ミニット』
- スコーピオンズ『 アイ・トゥ・アイ』
- デュラン・デュラン『サンキュー』
- チープ・トリック『蒼い衝動』
- ボズ・スキャッグス『サム・チェンジ』
- トム・スコット『ナイト・クリーチャーズ』
- トム・スコット『リード・マイ・リップス』
- エイミー・マン『アイム・ウィズ・ステューピッド』
- グレッグ・アダムス & イーストベイソウル 『ザ・リアル』
- ジェシー・パウエル『バウト・イット』
- アンジェラ・ウィンブッシュ『アンジェラ・ウィンブッシュ』

### 国内作品
- X JAPAN『Jealousy』
- 福山雅治『ON AND ON』
- 水樹奈々『Million Ways=One Destination』
- 広瀬香美『And.Love.Again.』
- アンジェラ・アキ「Kiss Me Good-Bye」
- CHARA『Junior Sweet』
- 奥井雅美『朱-AKA- (L.A. ver.)』
- 清木場俊介『清木場俊介』
- 真田広之『Summer Dream』
- 水越けいこ『Humane』
- PLAGUES『SPIN』

### サウンドトラック
- 『ファイナルファンタジーIX』（ゲーム音楽 5.1サラウンド）
- 『マリオカート 8』（ゲーム音楽 ステレオ）
- 『ロマンシング サガ -ミンストレルソング-』（ゲーム音楽 5.1サラウンド）
- 『リッジレーサー6』（ゲーム音楽 5.1サラウンド）
- 『ファイナルファンタジーXII』（ゲーム音楽 5.1サラウンド）
- 『グレイス & フランキー』（サウンド・トラック / NETFLIX )
- 『ベートーベン3』（サウンドトラック）
- 『暴走特急』（サウンドトラック）